# Pilocarpus cubensis
Pilocarpus cubensis är en vinruteväxtart som först beskrevs av Borhidi & Muñiz, och fick sitt nu gällande namn av H. Lippold. Pilocarpus cubensis ingår i släktet Pilocarpus och familjen vinruteväxter. Inga underarter finns listade i Catalogue of Life.